# آنا كليفر
آنا كليفر (بالإنجليزية: Anna Cleaver)‏ هي تريثلت نيوزيلندية، ولدت في 1982 في نيوزيلندا.

## وصلات خارجية
- آنا كليفر على موقع اتحاد الترياتلون الدولي (الإنجليزية)
- آنا كليفر على موقع IAT Triathlon Database (الإنجليزية)